# Ägyptisch-haitianische Beziehungen
Die ägyptisch-haitianischen Beziehungen beschreiben das bilaterale Verhältnis zwischen der Arabischen Republik Ägypten einerseits und der Republik Haiti andererseits.
Das im Jahr 1922 vom Vereinigten Königreich unabhängig gewordene Ägypten, das von 1958 bis 1961 mit Syrien die Vereinigte Arabische Republik bildete, und das im Jahr 1804 von Frankreich unabhängig gewordene Haiti unterhalten seit 1960 diplomatische Beziehungen.
Der erste Botschafter der Vereinigten Arabischen Republik, Mohamed El Fadai, traf im Dezember 1960 in Port-au-Prince ein.
Seit Ende der Duvalier-Ära in Haiti und dem Macht- und Politikwechsel in Ägypten nach dem Attentat auf Präsident Sadat in den 1980er Jahren bestehen weder diplomatische noch konsularische Vertretungen in dem jeweils anderen Land. Der Botschafter Ägyptens in Havanna/Kuba ist in Haiti nebenakkreditiert.
Ägypten beteiligte sich mit Entsendung von bewaffneten Polizisten an der Stabilisierungsmission der Vereinten Nationen in Haiti (MINUSTAH; 2004 bis 2017).
Im Juli 2021 verurteilte Ägypten die Ermordung des haitianischen Präsidenten Jovenel Moïse und rief dazu auf, den politischen Prozess im Land wieder aufzunehmen und die Stabilität wiederherzustellen, um die Sicherheit der haitianischen Bevölkerung und die Integrität der staatlichen Institutionen zu gewährleisten.
Im Juni 2025 besuchte der frühere Kulturminister Ägyptens, Kaled El Enany, Haiti, um seine Verbundenheit mit dem in einer tiefen Krise befindlichen Land auszudrücken.
Die formalisierten Beziehungen zeigten auf staatlicher Ebene weder bei politischen noch wirtschaftlichen oder kulturellen Themen Ansätze bilateraler Zusammenarbeit.